# Lorenzo Piretto
Lorenzo Piretto OP (ur. 15 grudnia 1942 w Tonengo di Mazzè) – włoski duchowny katolicki, arcybiskup Izmiru w latach 2015–2020.

## Życiorys
W 1958 wstąpił do nowicjatu dominikanów. Śluby zakonne złożył 16 grudnia 1963.
Święcenia kapłańskie otrzymał 4 sierpnia 1966. Uzyskał licencjat z teologii w Bolonii i doktorat z filozofii w Turynie. Pełnił szereg funkcji dydaktycznych. Wykładał na uniwersytecie Marmara w Stambule. Był przełożonym klasztoru w Stambule w latach 1987-2007 i wikariuszem prowincjalnym w Turcji w latach 1993-2010. Pełnił różne zadania duszpasterskie: proboszcz parafii Świętych Piotra i Pawła w Stambule (1988-2014), wikariusz generalny Wikariatu Apostolskiego w Stambule (1992 do 2014). Przez 30 lat był dyrektorem miesięcznika „Obecność”.
7 listopada 2015 papież Franciszek mianował go ordynariuszem archidiecezji izmirskiej. Sakry udzielił mu 19 grudnia 2015 ormiański arcybiskup Stambułu - Boghos Lewon Zekijan. 8 grudnia 2020 roku papież Franciszek przyjął jego rezygnację z pełnionej funkcji. Tenże sam papież 24 grudnia 2020 roku mianował go administratorem apostolskim sede vacante wikariatu apostolskiego Stambułu i zarazem administratorem apostolskim ad nutum Sanctae Sedis egzarchatu apostolskiego Stambułu.
Mówi po włosku, turecku, angielsku, niemiecku i francusku.